# عين حمود
عين حمود أو عين حمود بن سويط هي عين ماء، في قضاء البطحاء بمحافظة ذي قار، في خط العيون، بمنطقة الرحاب، بالبادية العراقية جنوب العراق، وهي بحسب باحثين بداية لخط العيون الممتد من عين حمود إلى عين حقلان قرب حديثة، قال عبد الجبار الراوي في كتابه (البادية) المنشور سنة 1949 "وهي عين جارية تسقي أرضاً قابلة للزراعة ماؤها ملح وهي ملك للشيخ حمود السويط شيخ ضفير وقد سُمّيت باسمه".
| الناصرية | 65 شمال الشرق  |
| الكصير   | 35 جنوب الشرق  |
| بصية     | مئة جنوب الشرق |